# グローム型フリゲート
グローム型フリゲート（グロームがたフリゲート、英語: Grom class frigate）は、ロシア海軍が計画していた警備艦（フリゲート）の艦級。2005年に計画はキャンセルされ、1番艦のみが練習艦に変更されて建造を続行している。ロシア海軍の計画名は12441型警備艦（露: Сторожевые корабли проекта 12441）だった。

## 概要
本型は、21世紀のロシア海軍が使用する各種の新開発装備品の実用評価試験を目的として開発された。開発は、サンクトペテルブルク市のアルマース中央海洋設計局のエルスキイ（後にボリソフ）主任設計官によって1980年代より開始され、1994年には最終設計案が完成した。1997年7月26日には、カリーニングラードのヤンター第820造船所にて1番艦が起工された。しかしロシア財政危機を背景に計画は遅延し、1998年1月には、進捗度4.5パーセントの時点で一度中止が発表された。しかし2000年、ウラジーミル・クロエドフ海軍総司令官は同艦を視察した後に建造再開を指示、ミハイル・カシヤノフ首相もこれを支持した。
本型は、ロシア海軍の次世代戦闘艦のコンセプトモデルとして、対空・対水上・対潜にバランスのとれた兵装を搭載するよう計画された。また、計画が遅延する間に装備はさらに見直され、インド向けのタルワー級フリゲートと同様にステルス性に配慮した設計が導入されたほか、艦対艦ミサイルも、当初計画の3M24 ウラン (SS-N-25) から、より大射程のP-800 オニクス (SS-N-26) に変更された。
しかし、2004年には30パーセントの進捗度でふたたび建造が中断され、2005年に至ってついに警備艦としての配備は断念されることになった。建造中だった1番艦は1244U型練習艦に設計変更されて建造を継続することとし、計画されていた2・3番艦の起工は行なわれなかった。ステルス性への配慮など、本型で試みられたコンセプトの多くは、21世紀に入って整備されつつあるアドミラル・ゴルシコフ級フリゲートとステレグシュチイ級フリゲートに受け継がれることとなった。
| 艦名                      | 起工             | その後                                                          |
| ------------------------- | ---------------- | --------------------------------------------------------------- |
| ノヴィーク «Новик»        | 1997年7月26日    | 2005年に練習艦に変更、ボロジノ（«Бородинское»）として建造を継続 |
| リューリク «Рюрик»        | 2005年に計画中止 | 2005年に計画中止                                                |
| ペレスヴェート «Пересвет» | 2005年に計画中止 | 2005年に計画中止                                                |